# نیکول هوورتسز
نیکول هوورتسز (انگلیسی: Nicole Hoevertsz؛ زادهٔ ۳۰ مهٔ ۱۹۶۴) ورزشکار شنای موزون اهل پادشاهی هلند است، که هم‌اکنون به‌عنوان نایب رئیس کمیته بین‌المللی المپیک فعالیت می‌کند.